# Ґуркі-Шльонські
Ґуркі-Шльонські (пол. Górki Śląskie, нім. Gurek) — село в Польщі, у гміні Нендза Рациборського повіту Сілезького воєводства.
Населення — 967 осіб (2011).
У 1975-1998 роках село належало до Катовицького воєводства.

## Демографія
Демографічна структура станом на 31 березня 2011 року:
|          | Загалом | Допрацездатний вік | Працездатний вік | Постпрацездатний вік |
| -------- | ------- | ------------------ | ---------------- | -------------------- |
| Чоловіки | 468     | 87                 | 328              | 53                   |
| Жінки    | 499     | 91                 | 307              | 101                  |
| Разом    | 967     | 178                | 635              | 154                  |